# Bulbophyllum latibrachiatum
Bulbophyllum latibrachiatum là một loài phong lan thuộc chi Bulbophyllum.